# Ziukai
Ziukai (en rus: Зюкай) és un poble (possiólok) del krai de Perm, a Rússia, que en el cens del 2010 tenia 57 habitants.